# William B. Cooper
William Barkley Cooper, född 16 december 1771 i Laurel i Delaware, död 29 april 1849 i Laurel i Delaware, var en amerikansk politiker (whig). Han var Delawares guvernör 1841–1845.
Cooper ligger begravd på den gamla metodistkyrkogården i Laurel.